# Acroceras elegans
Acroceras elegans är en gräsart som beskrevs av Aimée Antoinette Camus. Acroceras elegans ingår i släktet Acroceras och familjen gräs.
Artens utbredningsområde är Réunion. Inga underarter finns listade i Catalogue of Life.